# 國權路
国权路是中華人民共和國上海市杨浦区一條西北-東南走向道路，西北起至邯郸路，东南至黃興路，全长2150米，宽16.3米，於中華民国28年(1939年)修築，先後起名為协睦路、国惠路，中華民国35年（1946年）更名為國權路。